# Alex Nibourette
Alex Nibourette (ur. 4 lipca 1988) – seszelski piłkarz grający na pozycji pomocnika. Jest wychowankiem St Michel United FC.

## Kariera klubowa
Swoją karierę piłkarską Nibourette rozpoczął w klubie St Michel United FC. W 2003 roku zadebiutował w nim w pierwszej lidze seszelskiej. Wraz z nim ośmiokrotnie wywalczył mistrzostwo kraju w sezonach 2003, 2007, 2008, 2010, 2011, 2012, 2014 i 2015 oraz pięciokrotnie wicemistrzostwo w sezonach 2006, 2009, 2016, 2021/2022 i 2022/2023. Zdobył też sześć Pucharów Seszeli w sezonach 2006, 2007, 2008, 2009, 2011 i 2016.

## Kariera reprezentacyjna
W reprezentacji Seszeli Nibourette zadebiutował 5 lipca 2003 roku w przegranym 0:2 meczu kwalifikacji do Pucharu Narodów Afryki 2004 z Mali. Od 2003 do 2015 rozegrał w kadrze narodowej 29 meczów i strzelił 1 gola.